# Aaron Mooy
Aaron Frank Mooy, född 15 september 1990 i Sydney, är en australisk före detta fotbollsspelare.

## Karriär
Den 30 juni 2016 värvades Mooy av Manchester City, där han skrev på ett treårskontrakt. Fem dagar senare lånades Mooy ut till Huddersfield Town på ett låneavtal över säsongen 2016/2017. Den 30 juni 2017 värvades han av klubben på en permanent övergång.
Den 8 augusti 2019 lånades Mooy ut till Brighton & Hove Albion på ett låneavtal över säsongen 2019/2020. Den 24 januari 2020 blev det en permanent övergång till Brighton & Hove Albion för Mooy som skrev på ett 3,5-årskontrakt.
Den 28 augusti 2020 värvades Mooy av kinesiska Shanghai SIPG.
Den 19 juli 2022 värvades Mooy på fri transfer av Celtic, där han skrev på ett tvåårskontrakt.
Den 30 juni 2023 avslutade Mooy spelarkarriären.